# Butrointsi Point
Der Butrointsi Point (englisch; bulgarisch нос Бутроинци nos Butroinzi) ist eine unvereiste Landspitze an der Nordostküste von Two Hummock Island im Palmer-Archipel vor der Westküste der Antarktischen Halbinsel. Sie bildet 2,55 km südöstlich des Wauters Point, 7,38 km nördlich des Veyka Point und 31,8 km westlich bis südlich des Kap Sterneck die Südostseite der Einfahrt zur Kotev Cove.
Britische Wissenschaftler kartierten sie 1978. Die bulgarische Kommission für Antarktische Geographische Namen benannte sie 2013 nach der Ortschaft Butroinzi im Westen Bulgariens.